# Nico Pérez
Nico Pérez ist eine Ortschaft in Uruguay.

## Geographie
Nico Pérez befindet sich auf dem Gebiet des Departamento Florida in dessen Sektor 4 an der Grenze zum Nachbardepartamento Lavalleja und dem dort unmittelbar anschließenden José Batlle y Ordóñez. Die sie umgebenden Gebiete sind westlich die Cuchilla Grande, nordöstlich die Cuchilla Nico Pérez – dort findet sich auch der Cerro Nico Pérez mit den Quellen des Arroyo del Sauce und des Arroyo Nico Pérez –, sowie südöstlich die Cuchilla de Palomeque. Unweit südlich entspringt zudem der Arroyo Molles del Pescado. Einige Kilometer nördlich ist Valentines gelegen.

## Geschichte
Am 14. Oktober 1955 wurde Nico Pérez durch die gesetzliche Regelung Ley No. 12.232 als Pueblo eingestuft.

## Infrastruktur
Durch den Ort führen die Straße Ruta 7 und die Bahnstrecke Toledo–Rio Branco.

## Einwohner
Nico Pérez hatte bei der Volkszählung im Jahre 2011 1030 Einwohner, davon 497 männliche und 533 weibliche.
| Jahr | Einwohner |
| ---- | --------- |
| 1963 | 742       |
| 1975 | 958       |
| 1985 | 580       |
| 1996 | 890       |
| 2004 | 1049      |
| 2011 | 1030      |

Quelle: Instituto Nacional de Estadística de Uruguay

## Persönlichkeiten
- Wilson Ferreira Aldunate (1919–1988), Politiker